# D'Alembertiano
El operador D'Alembertiano es la generalización del operador laplaciano a un espacio de Minkowski, o, más en general, a un espacio de dimensión y métrica arbitraria. Se suele representar como {\displaystyle \Box ^{2}}, o simplemente como {\displaystyle \Box }. Técnicamente el D'Alembertiano de una función escalar es el operador de Laplace-Beltrami asociado a la métrica de dicho espacio, operando sobre dicha función.
Su definición es, por analogía con el operador nabla ordinario de {\displaystyle \mathbb {R} ^{3}}, el producto escalar del vector de derivadas parciales consigo mismo. En una variedad (pseudo)riemanniana el operador nabla se define como:

{\displaystyle \Box (\cdot ):=g^{\mu \nu }\partial _{\mu }\partial _{\nu }(\cdot )=\partial _{\mu }\partial ^{\mu }(\cdot )}

Esta forma manifiestamente covariante implica la invarianza de este operador frente a transformaciones de Lorentz; y representa la ecuación de onda electromagnética.

## En elespacio de Minkowski
La métrica es la métrica plana {\displaystyle \ g_{\mu \nu }=\eta _{\mu \nu }={\text{diag}}(-1,1,1,1)}, y por tanto el D'Alambertiano es

{\displaystyle \Box (\cdot )=\eta ^{\mu \nu }\partial _{\mu }\partial _{\nu }=-{\frac {1}{c^{2}}}{\frac {\partial ^{2}(\cdot )}{\partial t^{2}}}+\nabla ^{2}(\cdot )=-{\frac {1}{c^{2}}}{\frac {\partial ^{2}(\cdot )}{\partial t^{2}}}+{\frac {\partial ^{2}(\cdot )}{\partial x^{2}}}+{\frac {\partial ^{2}(\cdot )}{\partial y^{2}}}+{\frac {\partial ^{2}(\cdot )}{\partial z^{2}}}}

## En un espacio curvo
Se puede hacer que el operador D'Alembertiano sea también invariante frente a una transformación general de coordenadas si se define en relación con la derivada covariante:

{\displaystyle \Box (\cdot )=g^{\mu \nu }\nabla _{\mu }\nabla _{\nu }(\cdot )=\nabla _{\mu }\nabla ^{\mu }(\cdot )}

## Ejemplos
Un ejemplo de utilización del D'Alambertiano sería la ecuación de Klein-Gordon, que describe campos escalares de spin cero:

{\displaystyle (\square +m^{2})\phi =0}